# Peñalba de Manzanedo
Peñalba de Manzanedo es una localidad perteneciente al ayuntamiento del Valle de Manzanedo, partido judicial de Villarcayo, en la comarca de Las Merindades, provincia de Burgos, comunidad autónoma de Castilla y León (España).

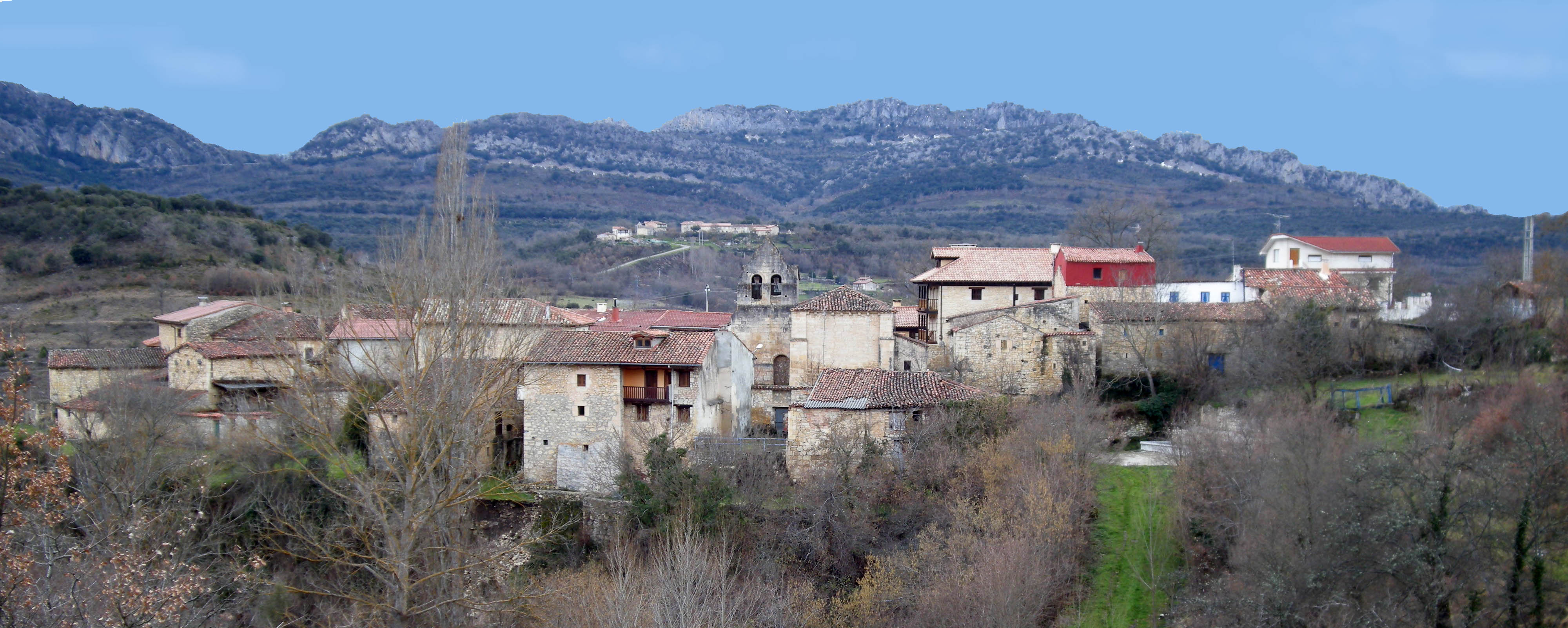
Peñalba de Manzanedo

## Geografía
Situado en el norte de la provincia de Burgos, Peñalba linda con los pueblos de Consortes, San Miguel de Cornezuelo, Cueva de Manzanedo y Villasopliz, del Valle de Manzanedo y con Landraves, Pradilla de Hoz de Arreba y Cubillos del Rojo del de Valdebezana. Se encuentra a 3 km al oeste de la capital del municipio Manzanedo, 17 de Villarcayo, cabeza de partido, y 80 de Burgos. Situado a 680 m s. n. m., sobre el río Trifón, afluente del Ebro.

### Comunicaciones
Se accede por la carretera local BU-V-5751 con entrada y salida desde la BU-V-5741 que comunica Incinillas con Soncillo, localidades situadas en la N-232. A 12 km circula la línea de autobuses Burgos–Espinosa de los Monteros.

## Historia
La primera referencia escrita que se conoce de este pequeño pueblo aparece en el famoso libro Becerro de las Behetrías de Castilla: 

" Penna Alua. Este logar es de Pero Ferrandez de Velasco e de Lope Garçia de Porres e ay un solar del abad de Rio Seco que esta yermo. DERECHOS DEL REY. Pagan al Rey monedas e seruiçios e non ay otros derechos. DERECHOS DE LOS SENNORES. A el dicho Pero Ferrandez un solar poblado e a del dos almudes de pan, meytad trigo e meytad çeuada, e quatro maravedis en dineros; e an otro solar Pero Ferrandez e su hermana de que an dos almudes de pan, meytad trigo e meytad çeuada, e seze dineros; e fiios de Ruy Sanchez que an y otrosi solar e que a de infurçion dos almudes de pan e quatro maravedis en dineros; e a otro solar Lope Garçia de que ha siete quartas de pan, las quatro de çeuada e las tres de trigo, e que non a y otros derechos."

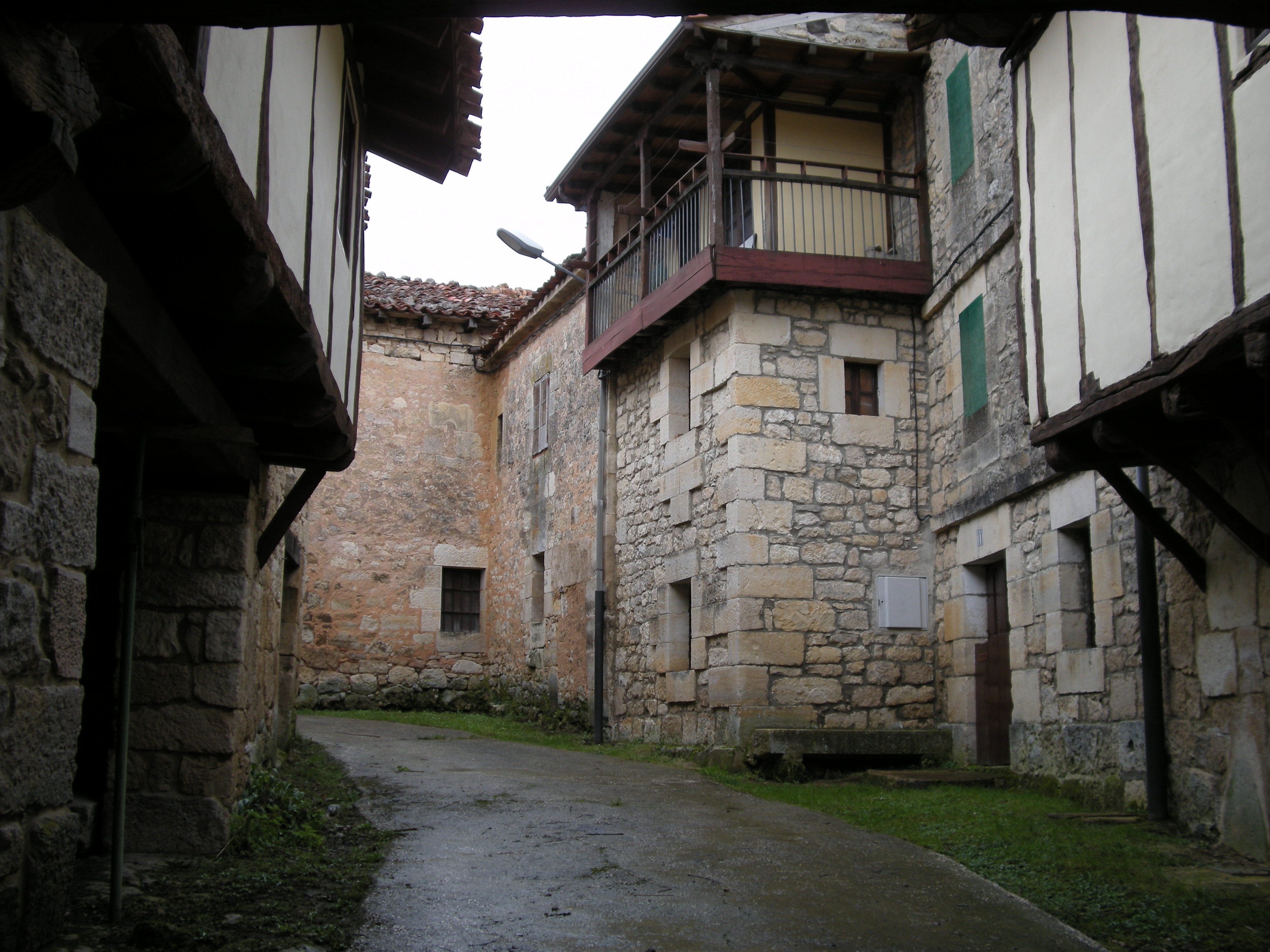
Zona medieval

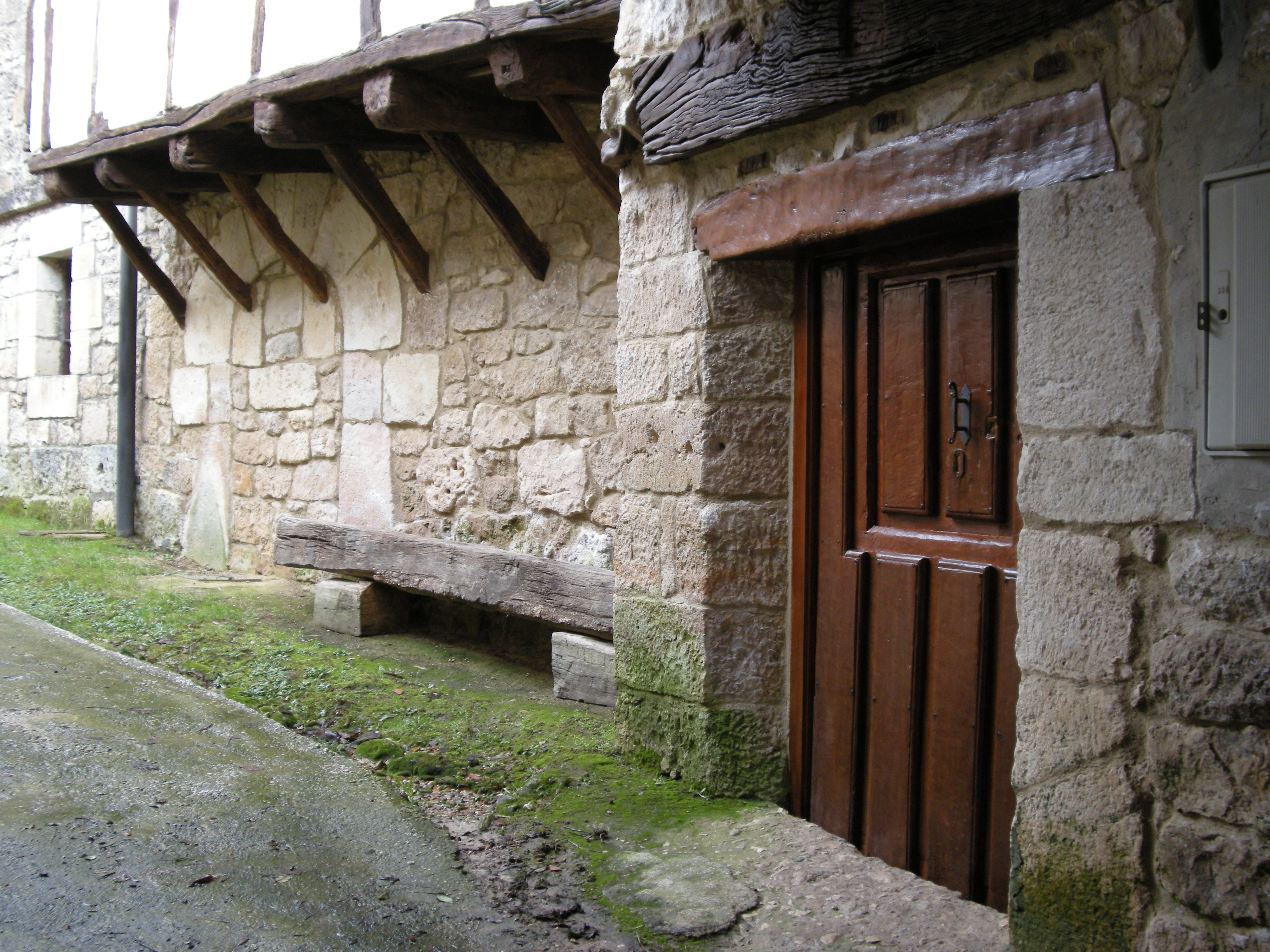
Zona medieval

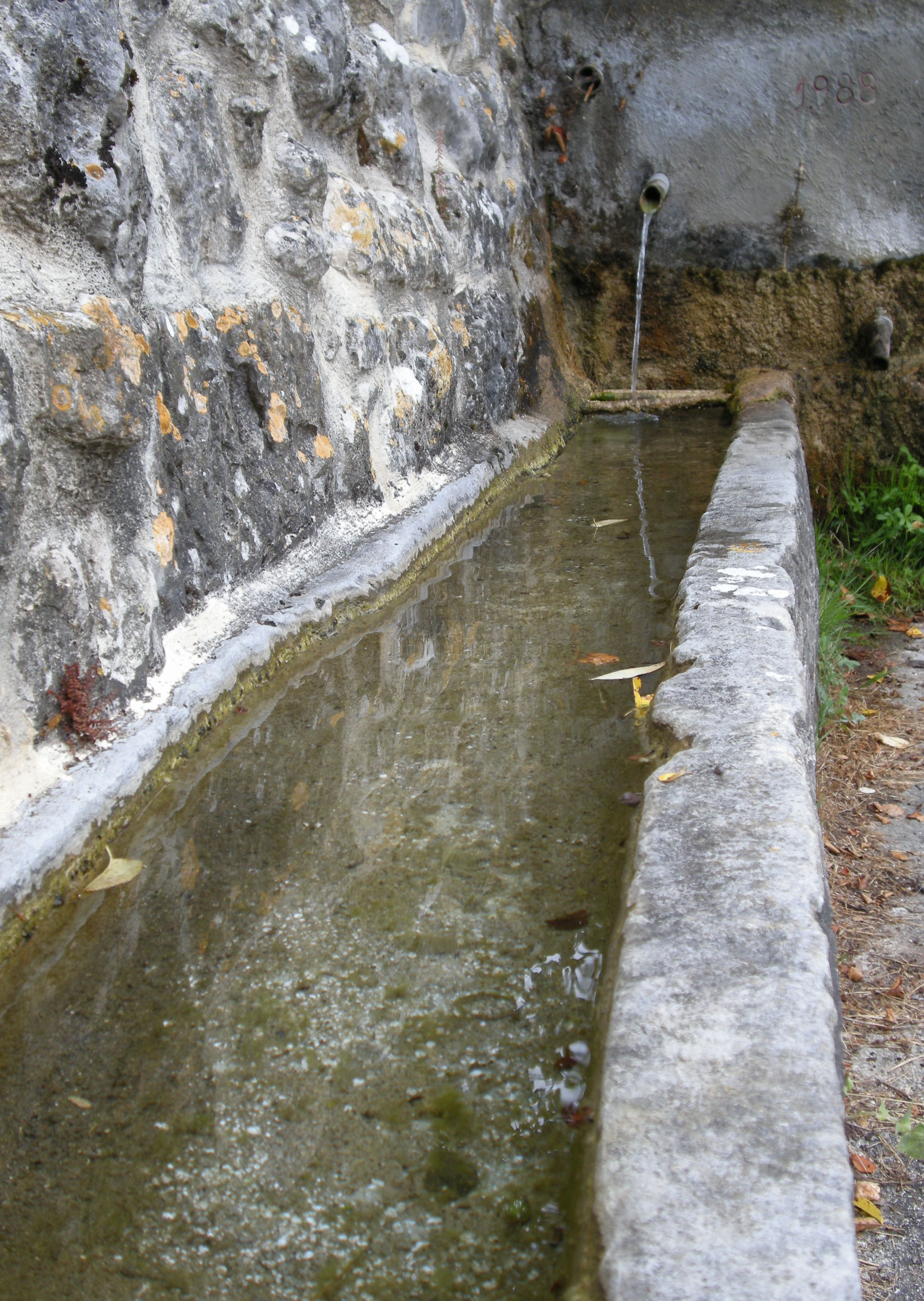
Fuente y lavadero del pueblo

Según el "Vecindario de Burgos" elaborado en 1759 por la Contaduría Principal de Rentas Provinciales a partir de los datos obtenidos en el Catastro de Ensenada, Peñalba tenía cuatro vecinos útiles del Estado General.
Lugar , en el partido de valle de Manzanedo, uno de los cuatro partidos en que se dividía la Merindad de Valdivielso perteneciente al Corregimiento de las Merindades de Castilla la Vieja. jurisdicción de realengo con regidor pedáneo.
A la caída del Antiguo Régimen queda agregado al ayuntamiento constitucional de Valle de Manzanedo, en el partido de Villarcayo en la región de Castilla la Vieja.
La referencia a Peñalba de Manzanedo en el Diccionario geográfico-estadístico-histórico de España y sus posesiones de Ultramar de Madoz es la siguiente:

"L. en la Pro., Dioc., Aud. Terr. y C. G. de Burgos (43 leg.), part. jud. de Villarcayo (3) y Ayunt. denominado del Valle de Manzanedo 3/4. Sit. en una pequeña altura y rodeado de monte escabroso; el clima es templado; reinan comúnmente los vientos del N. y E., y las enfermedades más corrientes son los constipados y dolores de cabeza. Tiene 8 casas, una fuente de abundantes y buenas aguas; una iglesia parroquial matriz (La Asunción) y un cementerio unido a la misma, de la cual es aneja la del pueblo de Consortes, y sirve a su culto un cura párroco y un sacristán. El término linda: al N. con Villasopliz, S. San Miguel de Cornezuelo, E. Cueva, O. Consortes. 
En el monte llamado Casas se encuentran vestigios que indican haber existido allí algún pueblo, llamando particularmente la atención la multitud de sepulcros que se descubren de una sola piedra bien labrada y los más con epitafios, cuyos caracteres no se distinguen por estar gastados debido, probablemente, a su antigüedad.
El terreno es secano y de mediana calidad, pasando por él un riachuelo poco caudaloso llamado río Trifón.
En este terreno se encuentra también canteras de muy buena calidad de piedra y diferentes montes poblados de encinas y robles.
Los de pueblo a pueblo, y la correspondencia se recibe de la cap. del part. La producción son: trigo, cebada, avena, legumbres y demás menuncias; cría ganado lanar, cabrío, cerdos y mulas para la arriera. Ind. La agrícola. Pobl. 6 vecinos, 23 almas. Producción: 60.600 rs. Imp.: 6.032. Juegos: Tiene un juegobolos para mozos y mayores y otro para los chavales. En ellos, todos los varones derrochan tiempos y más tiempos de vida, de diversión y de alegría jugando divertidamente a los bolos. Allí se entretienen hasta que les coge la noche en los días de buen tiempo, desde primavera hasta el otoño, época en que comienzan los días cortos y fríos del año."

## Descripción
Actualmente la mayor parte de las fincas del pueblo son eríos, es decir, se encuentran sin cultivar, y en ellas crecen pequeños quejigos (roblizas), aulagas, espinos, brezos (berezos), enebros (chuzlos) y sabinas, aunque en algunas pequeñas fincas, las más próximas al núcleo urbano, se cultivan productos hortícolas: cebollas, ajos, patatas, habas, guisantes, alubias, lechugas, tomates, pimientos, acelgas, espinacas, calabazas, zanahorias, puerros... El pueblo tiene buenos montes comunales cubiertos por bosques de encinas y algunos quejigos (quercus faginea). Abundan también las sabinas y los enebros a los que en el pueblo se conocen como "chuzlos".

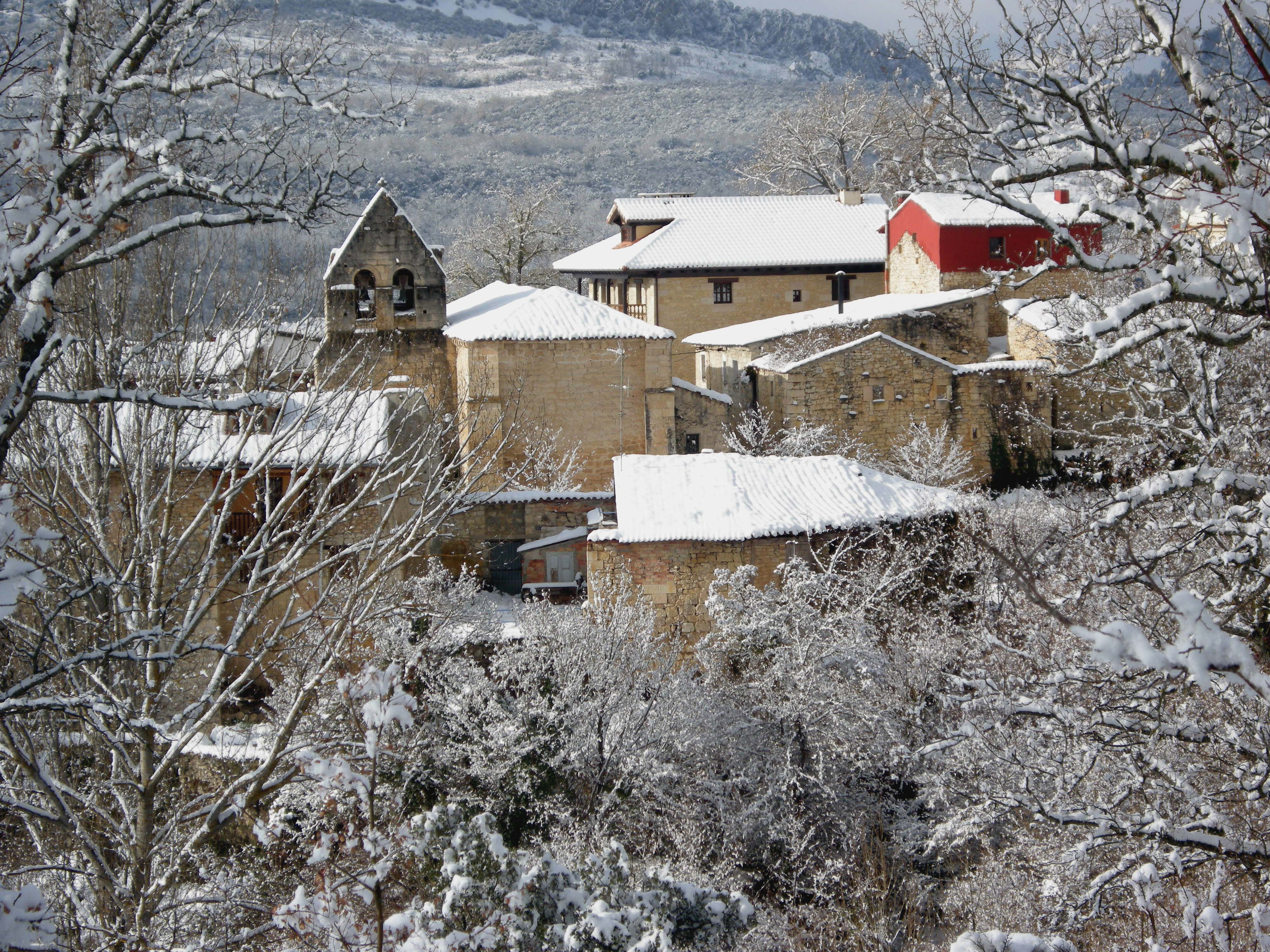
Peñalba de Manzanedo

## Patrimonio
La iglesia católica es de un estilo románico rústico. Posee algunos canecillos antropomorfos, un retablo del siglo XVII y una bellísima talla policromada de la Virgen y el Niño de estilo románico. Aunque la advocación de la iglesia aparece en los documentos como de La Asunción, el pueblo celebra tradicionalmente su fiesta mayor el día de la Virgen de la Merced, de la cual también existe una imagen en la iglesia. No hace muchos años que el cementerio que se encontraba situado junto a la iglesia fue trasladado a unos doscientos metros del pueblo, en un pequeño altozano.

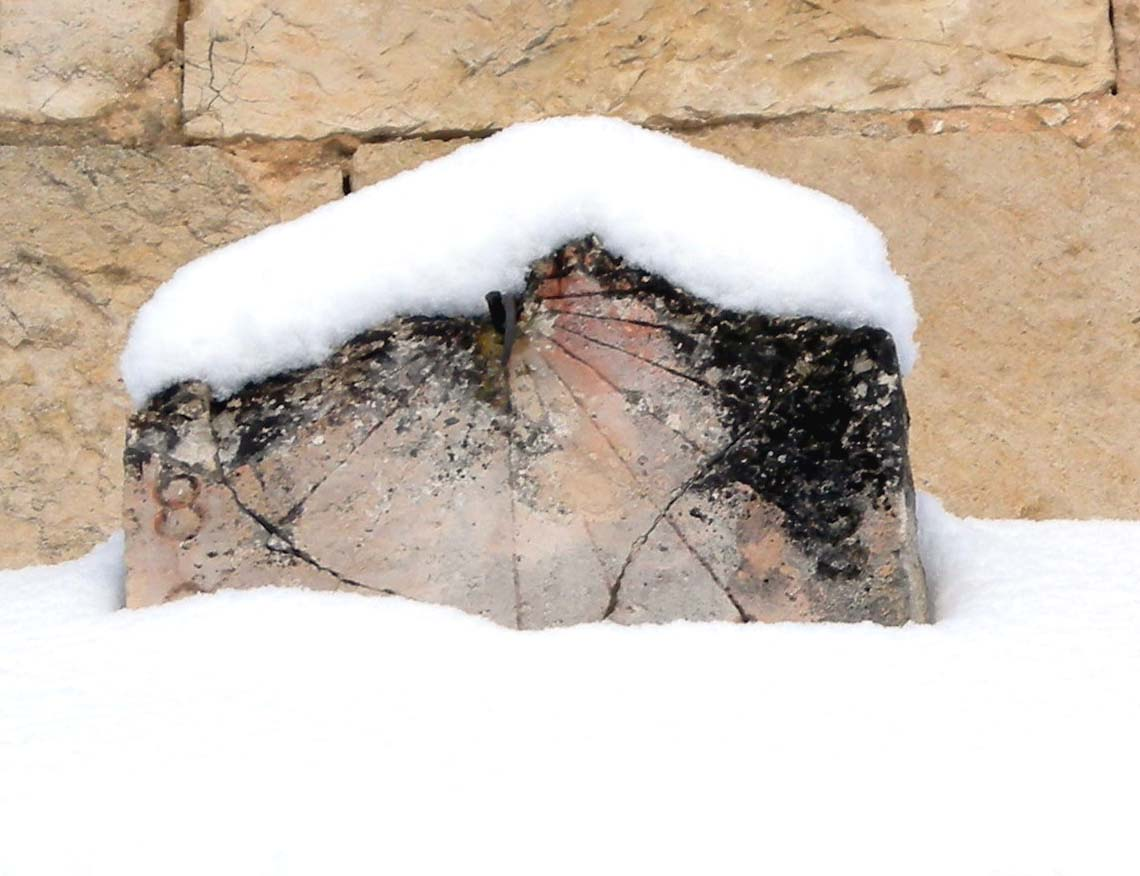
Reloj de Sol

## Fiestas y costumbres
La fiesta de la Patrona de Peñalba, también denominada como "La Función", se celebraba como ya se ha dicho el día de la Virgen de la Merced, 24 de septiembre. Al igual que en los demás pueblos del Valle, la "Función" consistía normalmente en tres días de fiesta seguidos que se dedicaban a la vida social, a la armonía entre los vecinos y a la relación con los seres queridos. El primer día, dedicado a todo el pueblo, había gaiteros, misa y vísperas solemnes, además de juego de bolos para mozos, mayores y niños. Este día era un día de gran concurrencia de gentes de los pueblos vecinos y familiares y amigos del pueblo. El segundo día era dedicado a los difuntos del pueblo con misa solemne de réquiem. También había gaiteros y juego de bolos. El tercer día era el día dedicado a los casados y la diversión se centraba en el juego de bolos.

## Población
En el censo de 1950 contaba con 75 habitantes, ahora :
- 1 vecino (INE 2007). Actualmente (2008) hay cinco vecinos empadronados.
- En la actualidad (2008) tiene quince casas, pero solo tres de ellas se encuentran habitadas durante todo el año. Aunque sólo hay cinco vecinos empadronados, durante el verano la población asciende a unas doce personas.

## Parroquia
Iglesia católica de la Asunción de Nuestra Señora, dependiente de la parroquia de Manzanedo en el Arcipestrazgo de Merindades de Castilla la Vieja, diócesis de Burgos

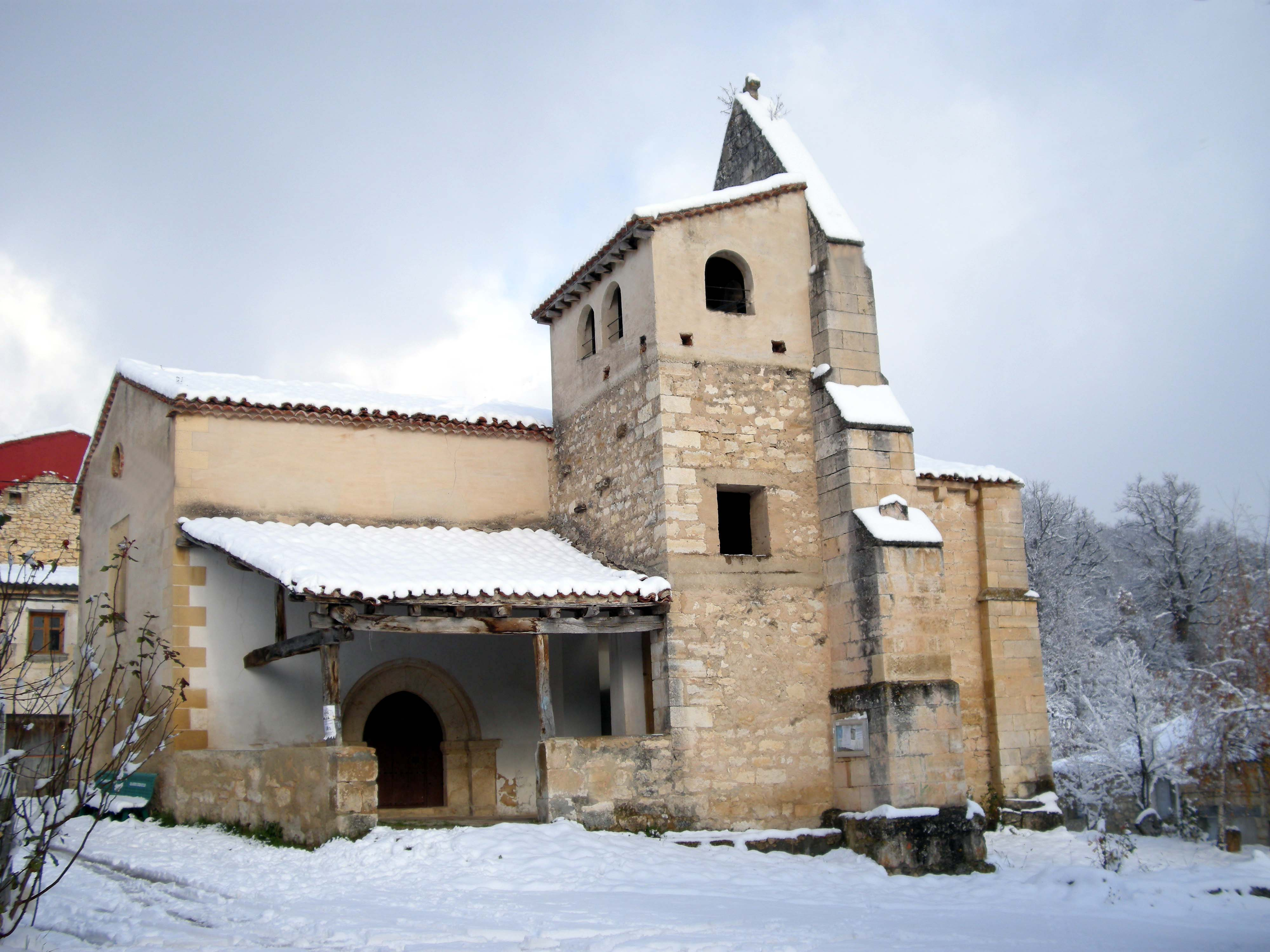
Iglesia 2009

## Geografía
- Altitud: 680 metros.
- Latitud: 42º 54' N
- Longitud: 003º 43' O